# Гульчак, Борис Николаевич
Борис Николаевич Гульчак (1909, город Винница Подольской губернии — ?) — советский украинский партийный деятель, 2-й секретарь Крымского сельского обкома КПУ.

## Биография
В 1926—1929 гг. — студент Зиновьевского индустриального техникума.
В 1930—1931 гг. — старший механик Высокопольской машинно-тракторной станции (МТС). В 1931—1938 гг. — старший механик машинно-тракторной станции (МТС) Грушковского района Одесской области.
Член ВКП(б) с 1937 года.
В 1938—1939 гг. — директор машинно-тракторной станции (МТС) Грушковского района Одесской области. В 1939—1940 гг. — заведующий Грушковского районного земельного отдела Одесской области.
В 1940—1941 гг. — заведующий Кицманского районного земельного отдела Черновицкой области.
В начале Великой Отечественной войны эвакуирован в восточные районы СССР. В 1941—1943 годах — заведующий машинно-тракторной мастерской Красновского мяссовхоза Приуральского района Западно-Казахстанской области, старший механик Чапаевской машинно-тракторной станции (МТС) Западно-Казахстанской области. В 1943—1944 гг. — в распоряжении Черновицкого областного комитета КП(б)У.
В 1944—1946 годах — председатель исполнительного комитета Кицманского районного совета депутатов трудящихся Черновицкой области. В 1946—1948 годах — 1-й секретарь Вижницкого районного комитета КП(б)В Черновицкой области.
В 1948—1949 г. — 3-й секретарь Черновицкого областного комитета КП(б)У.
В 1949—1952 г. — слушатель Высшей партийной школы при ЦК КП(б)У.
В 1952 году — секретарь Житомирского областного комитета КП(б)У. В 1952—1954 г. — инспектор ЦК КПУ.
В 1954 — 9 января 1963 г. — секретарь Крымского областного комитета КПУ по вопросам сельского хозяйства.
9 января 1963 — 4 декабря 1964 г. — 2-й секретарь Крымского сельского областного комитета КПУ.
4 декабря 1964 — июнь 1972 г. — секретарь Крымского областного комитета КПУ по вопросам сельского хозяйства.
С июня 1972 года — на пенсии.

## Награды
- орден Ленина (26.02.1958)
- орден Октябрьской Революции (1971)
- ордена
- медали